# سیارک ۴۲۹
سیارک ۴۲۹ (به انگلیسی: 429 Lotis، نامگذاری:1897DL) چهارصد و بیست و نهمین سیارک کشف شده‌است که در ۲۳ نوامبر ۱۸۹۷ و در نیس کشف شد.
قدر مطلق سیارک برابر ۹٫۸۲ است.